# Histoire de la bière

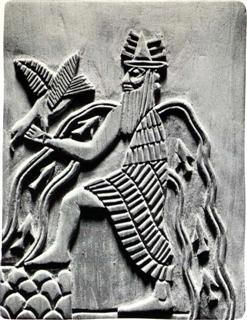
Enki, dieu sumérien des agriculteurs et des cultures, père de Ninkasi, déesse de la bière.

Cet article contient un résumé de l'histoire de la bière de l'Antiquité à nos jours en Europe.

## Préhistoire et antiquité

### Premiers vestiges
L'histoire de la bière est intimement liée à celle de ses ingrédients ainsi que des avancées technologiques qui font de cette boisson le breuvage que l'on connaît aujourd'hui. Certains anthropologues, botanistes et préhistoriens ont émis l'hypothèse que c'est la fabrication de la bière, et non du pain, qui a conditionné la culture et la domestication des céréales,,.
La fabrication de bière a utilisé d'abord des céréales sauvages bien avant de domestiquer les cultures vivrières et des débuts de l'agriculture. Des traces de brassage de bière à base de céréales (épeautre, orge, avoine) et de légumineuses sauvages sont en effet mises en évidence dans des mortiers sur un site natoufien, la grotte-cimetière Raqefet sur le mont Carmel en Palestine. Il y a 13 000 ans est ainsi attesté l'utilisation de bière associée probablement à des rituels funéraires. La fabrication du pain a connu le même processus à la même période, 
Les premières cultures de céréales, et notamment de l'orge et de l'épeautre (une variété de blé), ont été attestées en 8000 av. J.-C. en Mésopotamie. Tous les ingrédients étant disponibles à partir de cette époque-là, la bière fabriquée à partir de céréales cultivées remonterait à 7000 av. J.-C. (analyses chimiques de jarres par des équipes de bioarchéologie, recettes sur des tablettes en argile). Ainsi, le site archéologique de Jiahu en Chine atteste à cette époque de la fabrication et l'utilisation de bière à base de riz.
D'autres preuves d'existence de la bière à base d'orge remontent au IVe millénaire av. J.-C. dans la province de Sumer. Le comptoir commercial de Godin Tepe a ainsi livré des résidus de bière d'orge chimiquement identifiés sur des tessons de céramique, attestant la fabrication de bière au Proche-Orient vers 3 400-3 000 av. J.-C..
À cette époque, la bière, alors appelée « sikaru » en akkadien (dont la traduction littérale est pain liquide) était à la base de l'alimentation quotidienne. On la fabriquait par cuisson de galettes à base d'épeautre et d'orge que l'on mettait à tremper dans de l'eau, afin de déclencher la fermentation nécessaire à la production d'alcool et rendant la céréale digestible, et que l'on assaisonnait avec de la cannelle, du miel ou toutes autres épices en fonction des préférences des clients. La profession de brasseur était à l'époque exclusivement féminine et la rémunération des brasseuses était fixée par la Loi.
La bière, connue des peuples de Babylonie et d'Assyrie (maintenant Irak, Koweït), devenue monnaie d'échange, commença sa dissémination. De récentes découvertes en archéobotanique ont mis en évidence que les Provençaux brassaient déjà leur bière en 500 av. J.-C. (orge carbonisée durant le processus de fabrication du malt sur un site de Roquepertuse).
Il est donc évident que différentes preuves archéologiques puissent subsister dans le temps : aire de battage des grains, cuves de germination, germoir, four, touraille, meule, moulin, cuves de cuisson, passoire, cuve de filtration, tonneaux, aire de stockage, ustensiles divers et variés, pichets, verres, mobilier, etc. Cependant, il n’est pas toujours aisé d’associer une découverte archéologique à la présence ou non d’une brasserie, du fait du manque possible de preuves, d’un contexte plus ou moins bien établi, de découvertes isolées. D’autant que certaines structures (fours ou meules) sont communes à d’autres activités artisanales.

### Égypte
Les Égyptiens fabriquaient une boisson alcoolisée à partir de céréales. L'activité brassicole est décrite dans les fresques ornant les tombes de hauts fonctionnaires.

### L'Europe continentale
La civilisation gréco-romaine privilégie le vin à la bière qui est considérée comme la boisson des Barbares du nord de l'Europe, ces derniers qui l'apprécient pour son goût et pour son degré d'alcool assez élevé, ayant pu en découvrir l'existence par leurs multiples expéditions, mais ayant pu aussi apprendre par eux-mêmes sa fabrication. La consommation du vin se développe parallèlement à celle de la bière dans les pays conquis par les Romains, la culture des matières premières de la bière s'implantant durablement au-delà des latitudes favorables à la viticulture, dans les régions aux précipitations idéales à la culture de l'orge et du houblon. C'est alors le temps de la cervoise (ou cervesia) appréciée des Celtes, entre autres les Gaulois (qu'ils appelaient korma), et le brassage reste une opération familiale généralement réalisée par la femme, comme en Mésopotamie.
Le conditionnement en amphores ou en tonneaux permettait de stocker la boisson.
Cependant, la brasserie connaissait différentes étapes de développement, amenant une production domestique, jamais abandonnée, à une économie commerciale complexe.

## Moyen Âge et Renaissance

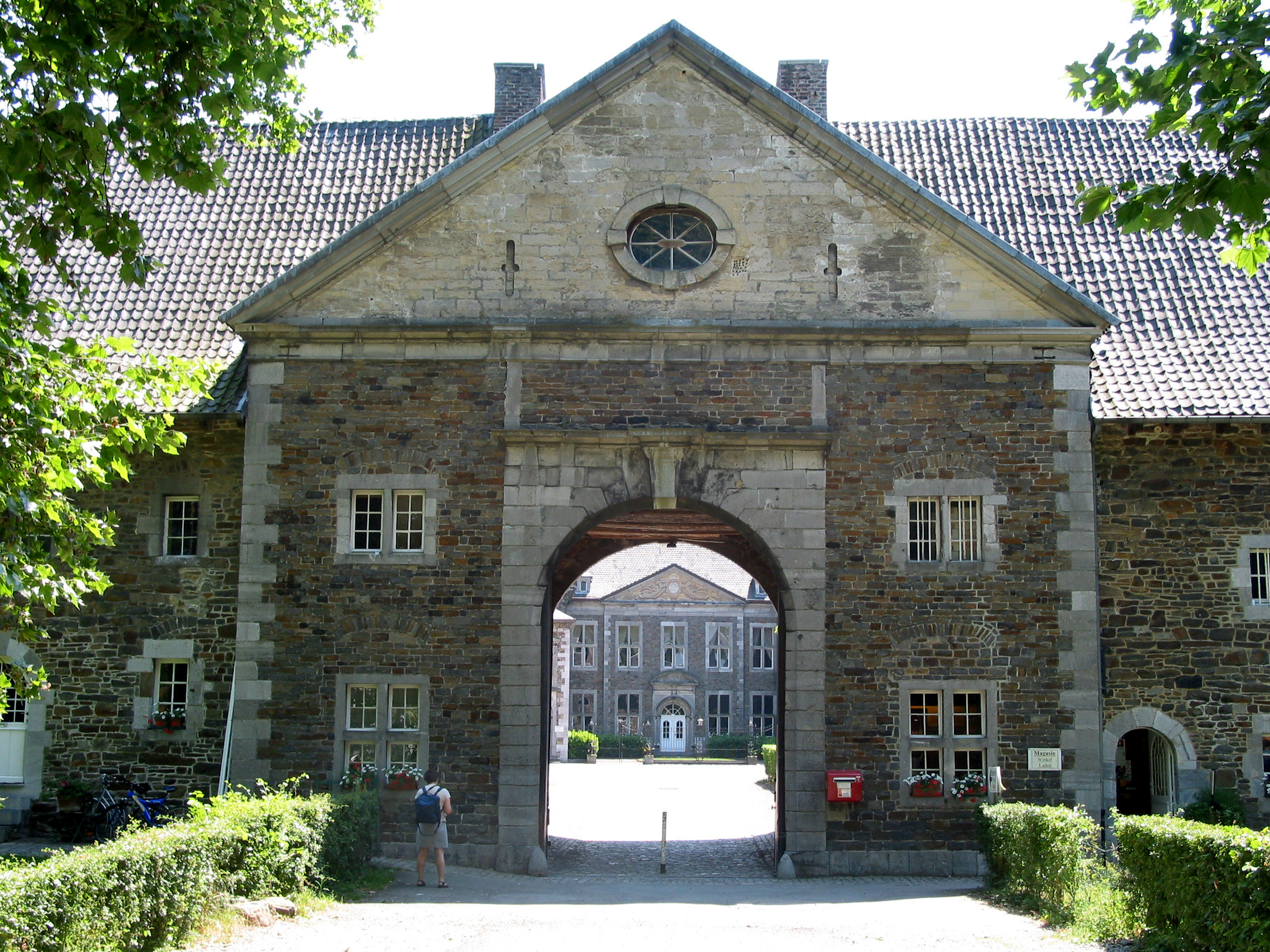
Abbaye du Val-Dieu, construite au début du XIIIe siècle.

### Contributions monastiques
Le Moyen Âge apporte une certaine reconnaissance à la bière et ce n'est pas le dicton « liquida non frangunt jeunum » qui prouvera le contraire. Charlemagne favorise la viticulture, mais aussi la fabrication de la bière dont il accorde le premier privilège aux moines brasseurs dans une partie de son empire. La tradition monastique veut que les moines assurent le gîte et le couvert aux gens de passage. À cette époque, les moines vont mener à bien de multiples expérimentations sur les techniques de fabrication et l'aromatisation de la bière et son utilisation, créant, par exemple, la bière à l'écorce de chêne ou la soupe de bière. C'est ainsi que Hildegarde de Bingen (1099-1179) découvrit les vertus aseptisantes et conservatrices du houblon (ainsi que son amertume) et les moines développèrent donc sa culture. C'est également à cette époque que la fermentation basse est inventée dans les monastères, toujours grâce au houblon aseptisant et aux multiples caves de ces lieux.
En plus d'assurer les besoins de la communauté monastique, les surplus de production permettaient de tirer des revenus supplémentaires. Le succès de la bière engendre la formation de diverses guildes. Ce corporatisme aura un certain poids dans la société de l'époque. Cependant, les moyens techniques de l'époque ne permettaient pas d'exporter la bière et c'est à la fin du XIIIe siècle, que l'on attribue à Gambrinus (ou Cambrinus) la diffusion de la bière hors d'Allemagne. C'est en 1260 qu'apparaît le premier brasseur de métier en Alsace, les moines partageant désormais leur savoir avec des brasseurs profanes. En 1268, Saint Louis définit les premiers statuts de la Corporation de brasseurs de Paris, cette corporation prenant le nom de « Tribu des tonneliers » en Alsace.

### Naissance officielle de la «bière»

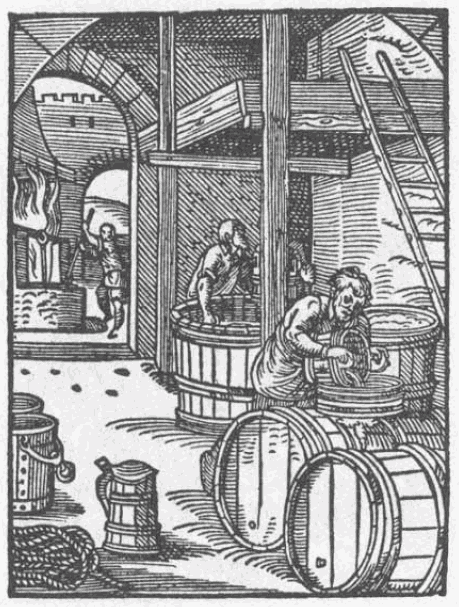
Der Bierbreuwer (Le brasseur), Jost Amman, 1568.

Il faudra attendre la fin du Moyen Âge pour voir l'utilisation du houblon prendre de l'ampleur. Un édit en 1435 impose cette recette[source insuffisante] et le mot bière apparaît pour la première fois dans une ordonnance rendue le 1er avril 1435 par Jacques d'Estouville, prévôt de Paris, sous le règne de Charles VII, ordonnance qui réglemente le commerce des cervoises.

### Décret sur la pureté de la bière en Bavière
Le 23 avril 1516, le duc Guillaume IV de Bavière édicte la Reinheitsgebot, décret sur la pureté de la bière qui prescrit les standards dans la fabrication avec de l'eau de source uniquement et la commercialisation de la bière. Ce décret s'applique pourtant seulement sur la Bavière et reste inconnu ailleurs, jusqu'à 1906, l'année où il est adopté pour toute l'Allemagne. Sur niveau international, cette loi allemande de pureté ne sera importante que dans les années 1980, où des brasseurs français appellent à la Cour de Justice Européenne en 1987. La cour juge abolit alors le décret de pureté pour des bières importées en Allemagne.

## Période contemporaine
La période contemporaine, en particulier le XIXe siècle, a marqué un tournant décisif dans l'histoire de la bière.
La révolution industrielle apporta de nombreuses évolutions à la production de la bière. Jean Louis Baudelot de Sedan inventa en 1856 un refroidisseur de moût grâce auquel on pourra désormais fabriquer de la bière toute l'année, Hansen identifia les levures, Watt construisit sa machine à vapeur.

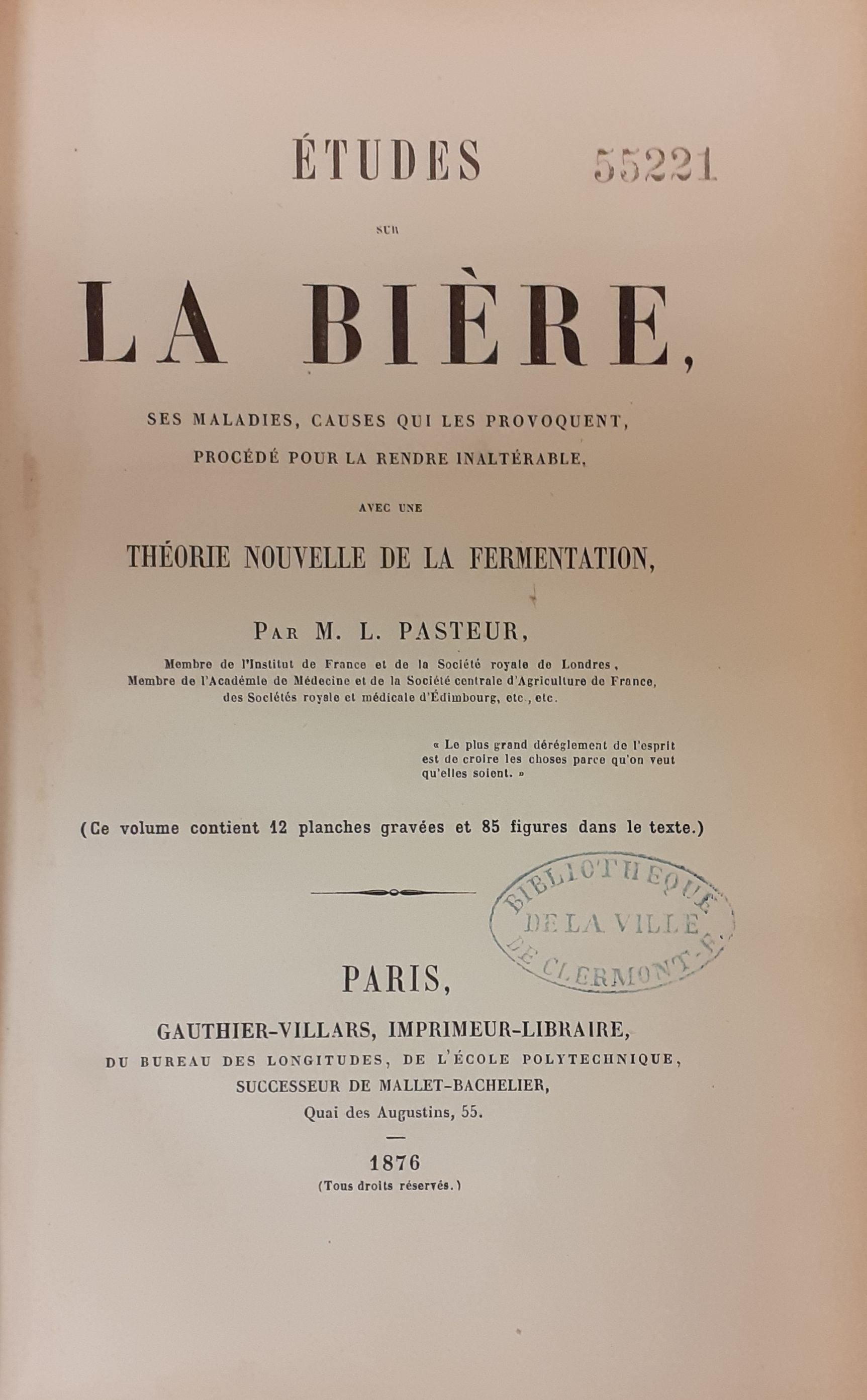
Louis Pasteur, Études sur la bière, 1873.

En 1873, Louis Pasteur préconisa l'élévation de la température pour éliminer les germes indésirables contenus dans la bière (pasteurisation). Les travaux de Louis Pasteur ont largement contribué à la brasserie : compréhension des levures, de leur culture, améliorations des conditions d’hygiène (stérilité d’un moût de bière). Et enfin, en 1870, Carl von Linde (1842-1934) inventa la machine frigorifique qui permettra l'expansion de la fermentation basse, jusqu'alors cantonnée à la Bavière depuis le XVe siècle, à travers le monde. Les moulins à chevaux des grandes brasseries furent progressivement mécanisés. Le charbon, jusqu’alors réservé aux fours, fut employé pour faire tourner les machines à vapeur qui actionnaient les meules.

Outre la mécanisation et l'emploi de charbon, les innovations dans le domaine physico-chimique furent essentielles. Le thermomètre de Réaumur connut un essor remarquable au XVIIIe siècle. Les températures d’infusion ou de cuisson devinrent plus précises que la simple estimation « à l’œil et au doigt ». L’hydromètre (ou densimètre) servait à mesurer la densité d'un liquide. Il fut désormais possible de connaître la densité du moût en sucre et d'évaluer sa teneur finale en alcool. De fait, il permit de savoir si une eau était riche en éléments solubles ou non. Cet outil, qui se base sur le principe d'Archimède, connut un regain d'intérêt au XVIIIe siècle avec des nouvelles versions réalisées par Antoine Baumé ou Louis-Joseph Gay-Lussac.

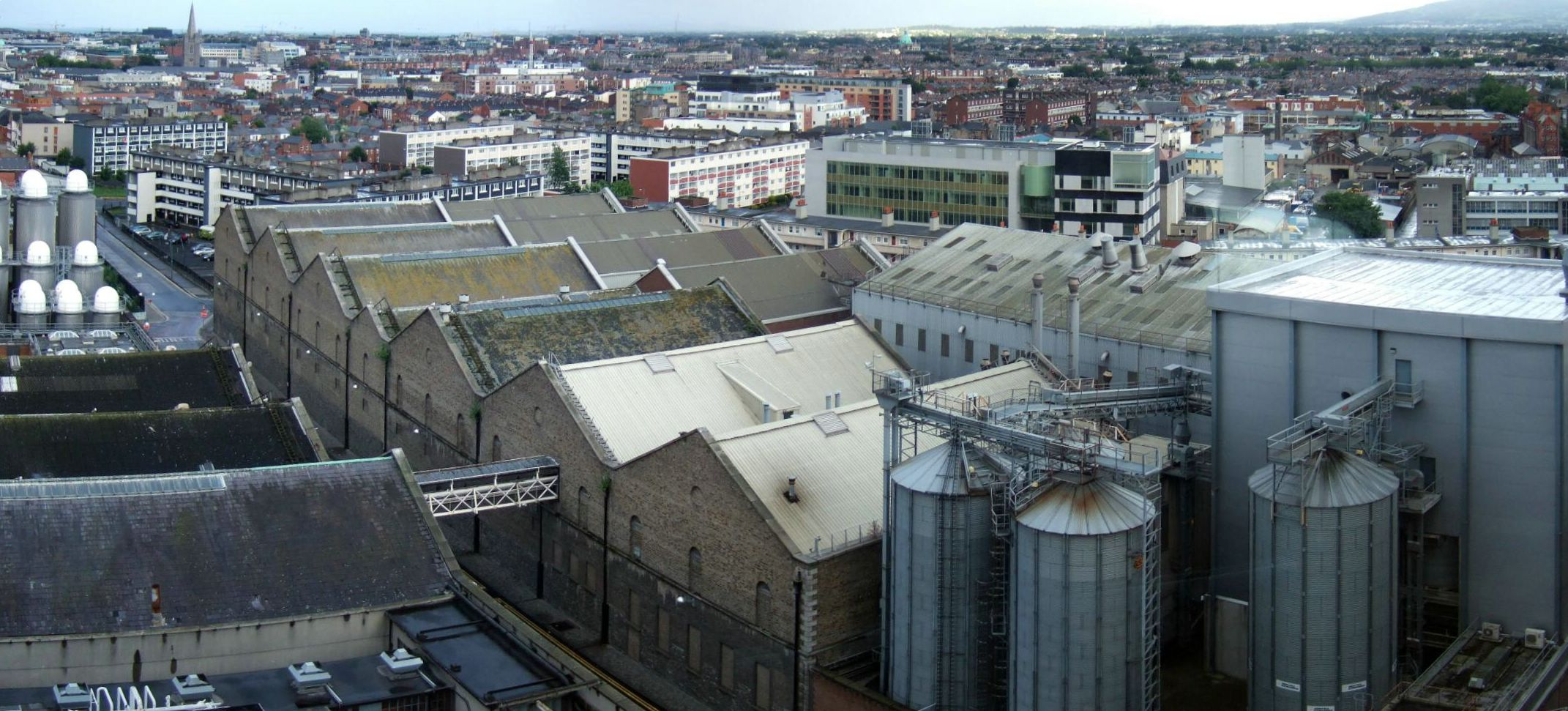
La brasserie Guinness à Dublin était devenue la plus grande brasserie du monde en 1914 et reste la plus grande brasserie de stout.

Toutes ces évolutions ont permis d'obtenir une bière propre, limpide, de qualité égale et l'expansion du chemin de fer assura le transport dans toutes les régions. En 1870, l'Alsace envoyait ainsi chaque jour un train entier de bière vers Paris.
Les trois guerres franco-allemandes marquent un important changement culturel dans la consommation de la bière en France. Durant la Grande Guerre, les brasseries des territoires occupés, 8 départements du nord, sont démontées par l'occupant allemand pour en récupérer le cuivre et limiter la consommation de grains par les civils. C'est toute une partie du patrimoine brassicole français qui est détruit. La propagande de guerre associe le Poilu au vin et le soldat allemand à la bière. Sa consommation chute aussi dans les départements du sud.
Les reconstructions d'après la Seconde Guerre mondiale et les dédommagements de guerre amenant les brasseurs à se regrouper, les brasseurs durent s'industrialiser. Des milliers de brasseries fermèrent dans toute l'Europe, remplacées par des établissements de plus en plus gigantesques, comme à Sedan, Pilsen, Milwaukee, Strasbourg, Dublin, Amsterdam. La concentration de ces brasseries crée les grands groupes que nous connaissons aujourd'hui. Le premier brasseur mondial est le groupe InBev (en 2011, part de marché mondial en volume de 18,3 %) devant SABMiller (9,8 %), Heineken (8,8 %), Carlsberg (5,6 %), China Resources (5,4 %).
Le froid industriel et l'électricité permirent l'installation de chambres froides et de climatiseurs, assurant des températures idéales pour la fermentation des bières, faisant du cycle des saisons une variable ajustable.

## La révolution microbrassicole
Par une combinaison de facteurs, dont la popularité croissante des bières étrangères et du brassage amateur, la révolution microbrassicole prend forme partout dans le monde. Parfois simples passionnés de la bière, parfois habiles entrepreneurs flairant la naissance d’un nouveau marché, les microbrasseurs ont contribué à la croissance de l’intérêt porté à la bière. On ne s’intéresse plus à la bière pour ses propriétés nutritives ou désaltérantes, mais pour son goût. Les expressions « bière de dégustation », « bière artisanale » et « bière de spécialité » naissent, parmi d’autres.
Avec la révolution microbrassicole apparaissent les bistrots-brasseries.
Cette nouvelle disponibilité de saveurs et d’expériences fait naître des clubs et associations. On intègre les notions de service de la bière à certaines écoles d’hôtellerie, les conférenciers et animateurs de dégustations sont de plus en plus nombreux, ainsi que les auteurs de livres sur cette boisson.